# Sąd wojewódzki (Węgry)
Sądy wojewódzkie na Węgrzech mają dwie funkcje. Pierwszą jest rozpatrywanie pozwów sądowych w ramach działania organów I instancji; drugą – działanie jako sąd apelacyjny w stosunku do wyroków wydawanych przez sądy rejonowe.
Węgierskie sądy wojewódzkie rozpatrują:
- skargi administracyjne wydawane w I instancji;
- spory opiewane na 20000 euro;
- prawa autorskie;
- poważniejsze przestępstwa kryminalne.

Obecnie jest 20 oddziałów sądów wojewódzkich: po jednym sądzie w każdym województwie i jeden w Budapeszcie.